# 密毛多枝楼梯草
密毛多枝楼梯草（学名：Elatostema ramosum var. villosum）为荨麻科楼梯草属下的一个变种。

## 扩展阅读
- 維基物種上的相關：密毛多枝楼梯草